# 279397 Dombeck
279397 Dombeck è un asteroide della fascia principale. Scoperto nel 2010, presenta un'orbita caratterizzata da un semiasse maggiore pari a 3,0606676 UA e da un'eccentricità di 0,1090045, inclinata di 12,68244° rispetto all'eclittica.
L'asteroide è dedicato al fisico statunitense Thomas W. Dombeck.